# 프란키스쿠스
프란키스쿠스(Franciscus)는 라틴어 이름으로, ‘프랑스 사람’이라는 뜻이다. ‘프랑스’라는 이름이 프랑크족에서 왔으니 ‘프랑크’라는 이름과도 연관되어 있다.
‘프란키스쿠스’에서 비롯한 이름은 다음과 같다.
- 독일어: Franz(프란츠)
  - 북게르만어군, 네덜란드어: Frans(프란스)
  - 헝가리어: Ferenc(페렌츠)
- 라틴어: Franciscus
- 스페인어: Francisco(프란시스코)
- 카탈루냐어: Francesc(프란세스크)
- 이탈리아어: Francisco(프란시스코), Francesco(프란체스코), Franco(프랑코), Francisca(프란시스카, 여성), Francesca(프란체스카, 여성)
- 포르투갈어: Francisco(프란시스쿠)
- 프랑스어: François(프랑수아), Françoise(프랑수아즈)
  - 고대 프랑스어: Franceis
  - 영어: Francis(프랜시스)